# Neacomys tenuipes
Neacomys tenuipes és una espècie de mamífer rosegador de la família dels cricètids. Viu a altituds d'entre 400 i 1.750 msnm a Colòmbia, l'Equador i Veneçuela. Els seus hàbitats naturals són les selves madures montanes i premontanes, així com els boscos secundaris. És una espècie en risc mínim, és a dir, no sembla que hi hagi cap amenaça significativa per a la seva supervivència.